# Муйредах мак Айнбкеллах
Муйредах мак Айнбкеллах (гэльск. Muiredach mac Ainbcellaig; погиб в 736) — король гэльского королевства Дал Риада, правил с 733 по 736 год.

## Биография
Муйредах был сыном короля Дал Риады Айнбкеллаха и принадлежал к клану Кенел Лоарн. После свержения в 727 году с престола Дал Риады его двоюродного брата Дунгала мак Селбайга в клане разгорелась борьба за власть, о ходе которой почти ничего неизвестно.
После смерти в 733 году Эохайда III власть в Дал Риаде была разделена между представителями враждовавших кланов скоттов: управление британскими землями королевства оказалось в руках Муйредаха и Дунгала, а ирландскими владениями Дал Риады завладел Индрехтах мак Фианнамайл. В это время между правителями королевства шли постоянные войны: из источников известно о набеге, которому подверглись владения Муйредаха со стороны Дунгала и его брата Фередаха. Однако уже в 733 году Муйредаху удалось отнять у Дунгала власть над кланом Кенел Лоарн.
Вскоре после этого возобновилась война скоттов с пиктами. В 736 году король пиктов Энгус I совершил вторжение в Дал Риаду, разорил земли королевства, захватил важную крепость Дуннад и сжёг Крейк. Также были пленены Дунгал мак Селбайг и его брат Фередах. Однако во время похода погиб сын Энгуса I, Бруде. После этого войско пиктов возглавил брат короля, которому удалось разгромить короля Муйредаха в битве при Калатроссе. В этом сражении погиб и сам король Дал Риады.
После смерти Муйредаха мак Айнбкеллаха титул короля Дал Риады перешёл к его сыну Эогану.